# J. George MacKay
Pour les articles homonymes, voir Mackay.
John George MacKay, homme politique canadien, servit comme lieutenant-gouverneur de la province de l'Île-du-Prince-Édouard entre 1969 et 1974.